# Are Waerland
Are Waerland, ursprungligen Paul Henrik Fager, född 13 april 1876 i Ekenäs, Finland, död 20 november 1955 i Alassio, Italien, var en finlandssvensk författare och föredragshållare, främst känd som förespråkare för laktovegetarisk kost med mycket råkost samt kruska.

## Familjebakgrund
Waerland var son till köpmannen och honorärkonsuln Henrik Nikolai Fager och hans hustru Hilda. Han växte upp i Ekenäs och var äldst av nio syskon, varav två dog i tidig ålder. Han tog det norskklingande namnet Are Waerland i samband med att han blev svensk medborgare 1912.

## Hälsofilosofi
Waerland lade fram sina åsikter i hälsofrågor  i  många skrifter, där det centrala verket är In the Cauldron of Disease (1934). Den kom ut i svensk översättning 1952 under namnet I sjukdomarnas häxkittel. Sedan 2008 finns den i en nyutgåva, där texten moderniserats och tre tidigare oöversatta kapitel lagts till.  [källa behövs]
Waerlands grundläggande principer var:
1. Vi har inte med sjukdomar att göra, utan med livsföringsfel. Avskaffa dessa och sjukdomarna försvinner av sig själva.
2. Man botar aldrig en sjukdom, utan man botar en sjuk kropp
3. Man botar en sjuk kropp endast genom att man återställer dess ursprungliga livsföringsrytm.

Waerland menade att många sjukdomar orsakades av brist på viktiga näringsämnen samt en förgiftning av kroppen genom olika slaggämnen och gifter som tillförts men inte funnit vägen ut. Detta kunde underlättas genom  frekvent bruk av lavemang.
Det kosthåll som förordades kallades laktovegetariskt, d.v.s. mjölkprodukter var tillåtna, men resten av födan skulle vara vegetarisk. Kruska var en av Waerlands käpphästar. I övrigt ansågs "icke eld-behandlad" mat särskilt värdefull. Med rätt mathållning skulle colonrytmen hållas i form. Detta är numera inte särskilt kontroversiellt, utan omfattas numera även av skolmedicinen om än i mindre extrem form. 

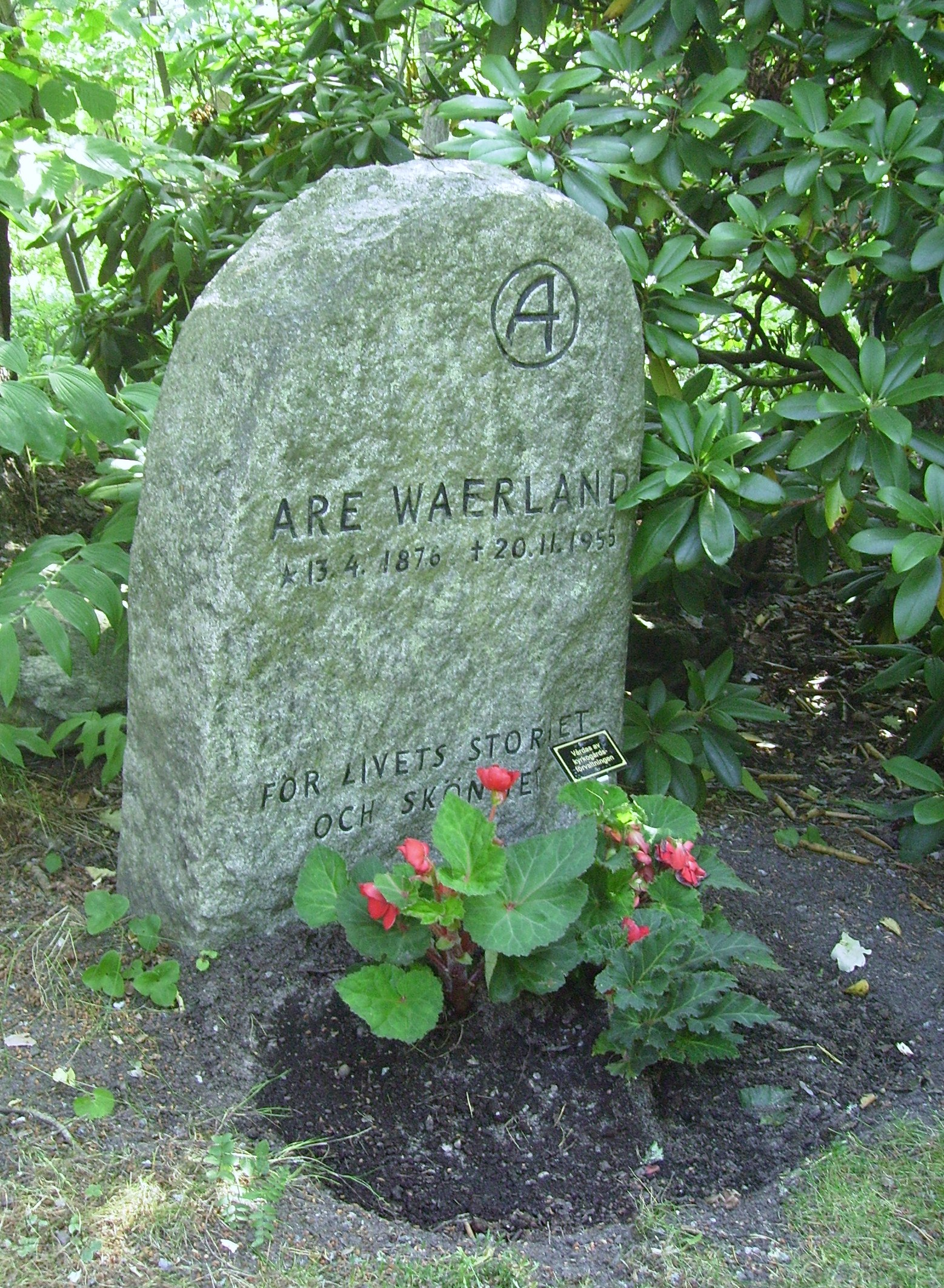
Are Waerlands gravvård på Djursholms begravningsplats. Texten lyder: "För livets storhet och skönhet."

Waerland var karismatisk och kontroversiell. Efter inre stridigheter inom Svenska Frisksportförbundet lämnade han detta förbund. Istället grundade han 1938 Allnordiska Förbundet för Folkhälsa, senare Allnordisk Folkhälsa, som idag är verksamt som Hälsofrämjandet. 1940 grundade han tidskriften Solvikingen som efter hand bytte namn till Waerlands månadsmagasin, till en början med Waerland som utgivare. Tidskriften angav som sitt syfte att medverka till "de nordiska folkens andliga och kroppsliga pånyttfödelse". Från och med 1952 tog Waerlands redaktör Eskil Svensson över tidningen och rollen som ansvarig utgivare. 1954 bytte han namnet till Tidskrift för HÄLSA och drev den fram till 1987 som ett familjeföretag som sedan såldes till finansmannen Björn Hultin. 1990 övertogs Hälsa av Energica förlag och ny chefredaktör blev Per Frisk. Hösten 2008 övertog Forma Publishing Group (numera Forma Magazines), ett mediahus som bland annat äger Icakuriren och Hus & Hem; ny chefredaktör blev Carina Jörsäter, som tidigare varit redaktionschef.
Våren 2013 tog Maria Torshall över som chefredaktör och hösten 2014 köptes Hälsa tillsammans med hela Forma Magazines av den danska mediekoncernen Egmont Publishing AB. 
Waerland hälso- och livsfilosofi hölls under flera decennier vid liv i den stencilerade tidskriften Wärendsbladet. Waerland själv stod inte bakom denna tidskrift. Utgivningen startade 1961, sex år efter hans död och pågick till 2004. Politiskt företrädde Wärendsbladet och dess utgivare Nils Rydström (1918–2009) en högerextrem linje närstående Nordiska Rikspartiet.
Typisk Waerlandkost
Frukost: Filmjölk ofta med finhackad gul eller röd lök, frukt, bär, pulveriserade nässlor och nypon, vetekli, linfrö.
Middagen varieras och utgöres ibland av kruska och ibland av råa grönsaker. Surdegsbröd av råg eller fem sädesslag, ätes ibland till middagen ofta med rå lök som pålägg.
Kvällsmat: Kokt potatis med rårivna morötter, rå lök och rårivna rödbetor. Allt efter tillgång på grönsaker även sallad, spenat, vitkål, rödkål, blomkål och sparris.
Böcker om Are Waerland
Are Waerland - Nordens största hälsoförkunnare - livet och döden, en biografi med unikt material av Camilla Berggren och Pehr-Johan Fager, oktober 2021. 
Are Waerland och hans bakgrund, Gunnar Eklund 1998.
Are Waerland Vision och Illusion, Rolf Ahlzén 1988.
Etappmål,  Eskil Svensson 1951

## Utbildning
Waerland uppges ha bedrivit studier vid flera universitet. Det är dock inte bekant om Waerland tog någon högre examen. Listan omfattar:[källa behövs]
- Realskola i Ekenäs
- Helsingfors universitet, filosofiska fakulteten
- Edinburgh, universitetsstudier i medicin
- London, universitetsstudier i medicin - Alexander Haig och dennes näringsfysiologiska forskningar
- Sorbonneuniversitetet, universitetsstudier i medicin - patologen Charles Jacques Bouchard och dennes forskning om ämnesomsättningsgifternas beroende av levnadssättet och om dessa gifters inverkan på motståndskraften mot mikrober och andra sjukdomsagens.
- Uppsala universitet

## Privatliv
Are Waerland var gift 1913–1929 med Maria (Maja) Ljunggren, 1938–1945 med Inger von Blichfeldt (1914–1980) och från 1946 med Ebba Langenskiöld-Hoffman. Han hade en dotter född utom äktenskapet 1952. Are Waerland är begravd på Djursholms begravningsplats.

### Postum utgivning
- Nyckeln till hälsa : Wærlandsystemets teori och tillämpning. Solna: Ny Nord. 1959. Libris 1961546 - Medförfattare Ebba Waerland.
- Livsåskådning och personlighet. Linköping: Hälsan. 1960. Libris 629598
- Den stora livsharmonin : ett urval av det bästa som Are Waerland skrivit / [urvalet är gjort av Arne Algard]. Lidingö: Tidskrift för hälsa. 1966. Libris 467362

### Utgivare
- Solvikingen : Waerlands hälso-magasin  : för de nordiska folkens kroppsliga och andliga pånyttfödelse. Lidingö: Solvikingen. 1940-1944. Libris 2997317
- Waerlands månads-magasin : för de nordiska folkens kroppsliga och andliga pånyttfödelse. Lidingö: Waerlands månads-magasin. 1944-1949:9. Libris 2451346